# 島んちゅMiRiKa
『島んちゅMiRiKa』（しまんちゅみりか）は、沖縄県を舞台とした日本のテレビアニメ。

## 概要
主人公の女子小学生3人が沖縄を守るストーリーで、2011年3月21日午前9時55分から10時50分にメイキングドキュメントと24分程度のアニメのスペシャル番組として琉球朝日放送にて放送された。
沖縄県が推進する県観光農商工連携強化モデル委託業務の一環として沖縄県に本社を置くアニメーション制作会社ソラティアが制作を手掛ける。2010年12月7日に沖縄県庁で制作が発表された。アニメを制作するだけでなく、「MiRiKaプロジェクト」として県内の様々な産業がキャラクターを活用して収益を生み出す事業が行われる予定となっている。総事業費として1億1800万円が投じられ、アニメモデル事業分は35,087,123円であり、その50%以上は失業者雇用費にあてられている。
監督の大下久馬は2010年11月、地域に密着したアニメ制作に可能性を感じたという理由でうるま市に移住している。
タイトルの「MiRiKa」はミュージカル(Musical)、琉舞(Ryubu)、空手(Karate)といった沖縄で盛んな文化の頭文字から来ており、主人公のマイ、ケイ、ルリもその3つの文化にそれぞれ打ち込んでいる少女という設定である。出演声優は2010年12月27日、28日開催のオーディションで選出された。
スペシャル版放送後、2011年9月にテレビシリーズの放送が開始される旨の告知がされたが、予定の9月になっても制作元請のソラティアから作品が納入されず、テレビシリーズの放送は確認されていない。2012年に入ると延期または制作中止の発表がないまま公式サイトが閉鎖されるなど、製作側から情報の一切が途絶え、事実上プロジェクトは凍結された模様。

## あらすじ
戦争や偏見のない千年後の未来。

しかし、光りあるところ影があるように、そんな未来から現代の沖縄に全てを破滅させる負のエネルギー”ジャマー”が忍び寄っていた。
そんなある日、ダンス、空手、琉舞の練習に励んでいる三人の小学生の女の子、マイ、ケイ、ルリは、時空の歪みから出来た鏡のトンネルを抜けて未来と現代の間にあるどこでもない異空間に飛び込んでしまう。そこは、ジャマーが君臨し、あと一歩で現代の沖縄へ押し寄せることが出来るジャングルの世界だった。
マイ、ケイ、ルリの三人は、未来からジャマーによる破滅を食い止めようとする"MiRiKa"の声を聞く。実はマイたち三人はダンスや琉舞、空手の力でジャマーから沖縄の自然や人々、文化を守るという使命を持っていたのだ！
ジャングルを破壊するジャマーの魔力。
そんなジャングルの世界でマイたちを助けてくれる精霊達。
未来と現代を繋ぐ異空間で繰り広げられるめくるめくファンタジーの世界。

果たしてマイ、ケイ、ルリの三人はMiRiKaの力を借りながら現代の沖縄を救えるのだろうか！？—『島んちゅMiRiKa』公式サイト「あらすじ」より 

## 登場人物
マイ
声 - 上原南那（島んちゅMiRiKaガールズ）
ミュージカル教室に通う、明るく元気な女の子。 空気読まない傾向あり。
ケイ
声 - 髙良朋花（島んちゅMiRiKaガールズ）
沖縄空手道場の跡継ぎとなる娘で、運動神経抜群の女の子。ボーイッシュで肉体鍛錬関係を担当。
ルリ
声 - 下地紫野（島んちゅMiRiKaガールズ）
琉球舞踊の家元に生まれ、三味線も堪能な、音楽間隔抜群の女の子。性格はおっとりしていて優しい娘。
ショウタ
声 - 伊保有紗（島んちゅMiRiKaガールズ）
ユキ
声 - 西銘麻利子（島んちゅMiRiKaガールズ）
シーサー
声 - 岡本ナミ
人魚
声 - 片山恵利奈（島んちゅMiRiKaガールズ）
マジムン
声 - 山口勝平
ジャマー
声 - 百々麻子
精霊
声 - 富城まどか（島んちゅMiRiKaガールズ）
少年
声 - 金城紗月（島んちゅMiRiKaガールズ）
MiRiKa
声 - 日髙のり子

## スタッフ
- 企画 - 沖縄県観光商工部産業政策課[2]
- 監督・キャラクターデザイン・作画監督 - 大下久馬[1][2]
- 脚本 - 平野靖士[1][2]
- 美術監督 - 加藤浩[1][2]
- 色彩設計 - 井口誠[2]
- 撮影監督 - 関谷能弘[2]
- 編集 - 今井剛[2]
- 音響監督 - 鶴岡陽太[1][2]
- 音楽 - MAKI/code“M”[2]
- エンディングテーマ作詞 - 平田太一[2]
- プロデューサー - 千葉博己[2]、山田英久[2]、三木一正[2]
- アニメーションプロデューサー - 坂田裕治[2]
- 協力[注 2] - oMacエンターテイメント[2]
- アニメーション制作 - ソラティア[2]
- 制作協力 - ムークソラティアアニメーション[2]
- 製作 - MiRiKaパートナーズ[2]

## 放送局
| 放送地域 | 放送局       | 放送期間      | 放送日時          | 放送系列       | 備考             |
| -------- | ------------ | ------------- | ----------------- | -------------- | ---------------- |
| 沖縄県   | 琉球朝日放送 | 2011年3月21日 | 月曜 9:55 - 10:50 | テレビ朝日系列 |                  |
| 日本全域 | TwellV       | 2011年7月29日 | 金曜 7:00 - 7:30  | BS放送         | リピート放送あり |

## 音楽
- 「島んちゅMiRiKa」オリジナルサウンドトラックCD（2011年5月28日発売）
発売前の5月26日にはプレイベント、発売日の5月28日にはチャリティイベントも行われた[13][14]。